# Apocephalus facis
Apocephalus facis är en tvåvingeart som beskrevs av Brown 1997. Apocephalus facis ingår i släktet Apocephalus och familjen puckelflugor. Inga underarter finns listade i Catalogue of Life.